# Cladonia nipponica
Cladonia nipponica Asahina (1950), è una specie di lichene appartenente al genere Cladonia,  dell'ordine Lecanorales.
Il nome proprio deriva dall'aggettivo nipponico, ad indicarne la provenienza dal Giappone.

## Caratteristiche fisiche
Molto simile e confondibile con C. kanewskii.
Il fotobionte è principalmente un'alga verde delle Trentepohlia.

## Località di ritrovamento
La specie è stata rinvenuta nelle seguenti località:
- USA (Alaska);
- Giappone
- Corea del Sud

## Tassonomia
Questa specie appartiene alla sezione Unciales; nell'ambito di questa sezione appartiene al gruppo C. boryi, caratterizzato dalla formazione di piccoli cristalli sulle parti apicali dei podezi, assieme a C. boryi, C. caroliniana, C. dimorphoclada, C. kanewskii, C. pachycladodes, C. subreticulata, C. substellata e C. zopfii.
A tutto il 2008 sono state identificate le seguenti forme, sottospecie e varietà:
- Cladonia nipponica f. nipponica Asahina (1950).
- Cladonia nipponica f. prolifera Asahina (1950).
- Cladonia nipponica var. aculeata Asahina (1950).
- Cladonia nipponica var. nipponica Asahina (1950).
- Cladonia nipponica var. sachalinensis Asahina (1950).
- Cladonia nipponica var. turgescens Asahina (1950).